# Élections cantonales de 2008 dans le Finistère
Les élections cantonales françaises de 2008 ont eu lieu les 11 et 18 mars 2008, conjointement avec les élections municipales.

## Contexte départemental

### Assemblée départementale sortante
Avant les élections, le conseil général du Finistère est présidé par Pierre Maille (PS). Il comprend 54 conseillers généraux issus des 54 cantons du Finistère. 26 d'entre eux sont renouvelables lors de ces élections. 
| Parti                             | Sigle | Élus |
| --------------------------------- | ----- | ---- |
| Majorité (34 sièges)              |       |      |
| Parti socialiste                  | PS    | 29   |
| Divers gauche                     | DVG   | 5    |
| Opposition (20 sièges)            |       |      |
| Union pour un mouvement populaire | UMP   | 14   |
| Divers droite                     | DVD   | 5    |
| Mouvement démocrate               | MoDem | 1    |
| Président du conseil général      |       |      |
| Pierre Maille (PS)                |       |      |

## Résultats à l'échelle du département
| Étiquette      | Étiquette                         | Premier tour | Premier tour | Second tour | Second tour | Total |
| Étiquette      | Étiquette                         | Voix         | %            | Voix        | %           | Total |
| -------------- | --------------------------------- | ------------ | ------------ | ----------- | ----------- | ----- |
|                | Parti socialiste                  | 84 078       | 38,61        | 64 512      | 50,25       | 16    |
|                | Les Verts                         | 11 281       | 5,18         | 2 473       | 1,93        | 0     |
|                | Parti communiste français         | 9 386        | 4,31         |             |             |       |
|                | Extrême-gauche                    | 3 372        | 1,55         |             |             |       |
|                | Divers gauche                     | 1 822        | 0,84         | 1 356       | 1,06        | 0     |
|                | Parti radical de gauche           | 531          | 0,24         |             |             |       |
| Gauche         | Gauche                            | 110 470      | 50,73        | 68 341      | 53,23       | 16    |
|                |                                   |              |              |             |             |       |
|                | Union pour un mouvement populaire | 54 480       | 25,02        | 25 287      | 19,70       | 6     |
|                | Divers droite                     | 31 254       | 14,35        | 31 405      | 24,46       | 3     |
|                | Mouvement démocrate               | 17 546       | 8,06         | 3 346       | 2,61        | 1     |
|                | Front national                    | 757          | 0,35         |             |             |       |
| Droite         | Droite                            | 104 037      | 47,78        | 60 038      | 46,77       | 10    |
|                |                                   |              |              |             |             |       |
|                | Régionalisme                      | 3 275        | 1,50         |             |             |       |
|                |                                   |              |              |             |             |       |
| Inscrits       | Inscrits                          | 324 624      | 100,00       | 213 351     | 100,00      |       |
| Abstentions    | Abstentions                       | 100 173      | 30,86        | 79 569      | 37,29       |       |
| Votants        | Votants                           | 224 451      | 69,14        | 133 782     | 62,71       |       |
| Blancs et nuls | Blancs et nuls                    | 6 669        | 2,97         | 5 403       | 4,04        |       |
| Exprimés       | Exprimés                          | 217 782      | 97,03        | 128 379     | 95,96       |       |

### Résultats en nombre de sièges
| Parti | Sièges mis en jeu | Élus | Évolution |
| ----- | ----------------- | ---- | --------- |
| PS    | 10                | 16   | +6        |
| UMP   | 11                | 7    | -4        |
| DVD   | 4                 | 2    | -2        |
| MoDem | 1                 | 1    | =         |

### Assemblée départementale à l'issue des élections
Le conseil général du Finistère ne change pas de majorité, Pierre Maille (Parti socialiste) est réélu président. 
| Parti                             | Sigle | Élus |
| --------------------------------- | ----- | ---- |
| Majorité (40 sièges)              |       |      |
| Parti socialiste                  | PS    | 35   |
| Divers gauche                     | DVG   | 5    |
| Opposition (14 sièges)            |       |      |
| Union pour un mouvement populaire | UMP   | 10   |
| Divers droite                     | DVD   | 3    |
| Mouvement démocrate               | MoDem | 1    |
| Président du conseil général      |       |      |
| Pierre Maille (PS)                |       |      |

### Liste des élus
| Canton                  | Conseiller sortant      | Parti | Parti   | Conseiller élu          | Parti | Parti |
| ----------------------- | ----------------------- | ----- | ------- | ----------------------- | ----- | ----- |
| Brest-Bellevue          | Joseph Gourmelon        |       | app. PS | Jean-Luc Polard         |       | PS    |
| Brest-Centre            | Yannick Marzin          |       | UMP     | Reza Salami             |       | PS    |
| Briec                   | Yvonne Guillou          |       | UMP     | Yvonne Guillou          |       | UMP   |
| Châteaulin              | Kofi Yamgnane           |       | PS      | Jacques Gouérou         |       | DVD   |
| Châteauneuf-du-Faou     | François Riou           |       | PS      | François Riou           |       | PS    |
| Douarnenez              | Philippe Paul           |       | UMP     | Philippe Paul           |       | UMP   |
| Le Faou                 | Roger Mellouët          |       | PS      | Roger Mellouët          |       | PS    |
| Guipavas                | Marcel Dantec           |       | UMP     | Nathalie Sarrabezolles  |       | PS    |
| Huelgoat                | Daniel Créoff           |       | DVG     | Daniel Créoff           |       | PS    |
| Landerneau              | Marie-Françoise Le Guen |       | UMP     | Marie-Françoise Le Guen |       | UMP   |
| Landivisiau             | Clotilde Dubrœucq       |       | PS      | Georges Tigréat         |       | UMP   |
| Lesneven                | Jérôme Ronvel           |       | UMP     | Jérôme Ronvel           |       | UMP   |
| Morlaix                 | Michel Le Goff          |       | PS      | Agnès Le Brun           |       | UMP   |
| Ouessant                | Jean-Yves Cozan         |       | DVD     | Jean-Yves Cozan         |       | MoDem |
| Plogastel-Saint-Germain | Michel Canévet          |       | MoDem   | Michel Canévet          |       | MoDem |
| Ploudiry                | François Marc           |       | PS      | François Marc           |       | PS    |
| Plouigneau              | Joseph Urien            |       | UMP     | Joëlle Huon             |       | PS    |
| Pont-Aven               | Gérard Martin           |       | DVD     | Claude Jaffré           |       | PS    |
| Quimper-1               | Jean-Louis Gagnepain    |       | UMP     | Georges Kergonna        |       | PS    |
| Quimper-2               | Maryvonne Blondin       |       | PS      | Maryvonne Blondin       |       | PS    |
| Quimper-3               | Armelle Huruguen        |       | PS      | Armelle Huruguen        |       | PS    |
| Quimperlé               | Louis Le Pensec         |       | PS      | Michaël Quernez         |       | PS    |
| Saint-Renan             | Bernard Foricher        |       | DVD     | Didier Le Gac           |       | PS    |
| Scaër                   | Jeanne-Yvonne Triché    |       | UMP     | Joël Derrien            |       | PS    |
| Sizun                   | Jean-Pierre Breton      |       | DVD     | Francis Estrabaud       |       | PS    |
| Taulé                   | Raymond Mercier         |       | DVD     | Raymond Mercier         |       | UMP   |

## Résultats par canton

### Canton de Brest-Bellevue
Joseph Gourmelon (App.PS) ne se représente pas. Il soutient Jacqueline Héré dans cette élection. 
| Candidats      | Candidats        | Étiquette      | Premier tour | Premier tour | Second tour | Second tour |
| Candidats      | Candidats        | Étiquette      | Voix         | %            | Voix        | %           |
| -------------- | ---------------- | -------------- | ------------ | ------------ | ----------- | ----------- |
|                | Jean-Luc Pochard | PS (*)         | 1 201        | 31,28        | 2 615       | 100,00      |
|                | Jacqueline Héré  | PCF            | 1 043        | 27,16        | Retrait     | Retrait     |
|                | Paul Lossec      | UMP            | 573          | 14,92        |             |             |
|                | Pascal Grimaldi  | LCR            | 308          | 8,02         |             |             |
|                | Betrand Tanne    | MoDem          | 288          | 7,50         |             |             |
|                | Charles Kermarec | BNC-Verts      | 227          | 5,91         |             |             |
|                | Tanguy François  | DVD            | 200          | 5,21         |             |             |
|                |                  |                |              |              |             |             |
| Inscrits       | Inscrits         | Inscrits       | 8 521        | 100,00       | 8 521       | 100,00      |
| Abstentions    | Abstentions      | Abstentions    | 4 397        | 51,60        | 4 728       | 55,49       |
| Votants        | Votants          | Votants        | 4 124        | 48,40        | 3 793       | 44,51       |
| Blancs et nuls | Blancs et nuls   | Blancs et nuls | 284          | 6,89         | 1 178       | 31,06       |
| Exprimés       | Exprimés         | Exprimés       | 3 840        | 93,11        | 2 615       | 68,94       |

### Canton de Brest-Centre
Yannick Marzin (UMP) ne se représente pas.
| Candidats      | Candidats             | Étiquette      | Premier tour | Premier tour | Second tour | Second tour |
| Candidats      | Candidats             | Étiquette      | Voix         | %            | Voix        | %           |
| -------------- | --------------------- | -------------- | ------------ | ------------ | ----------- | ----------- |
|                | Reza Salami           | PS             | 1 764        | 28,94        | 2 939       | 54,40       |
|                | Fortuné Pellicano     | DVD            | 891          | 14,62        | 2 464       | 45,60       |
|                | Jean-Charles Jézéquel | UMP (*)        | 867          | 14,22        |             |             |
|                | Jean-Yves Le Borgne   | DVD            | 789          | 12,95        |             |             |
|                | Nicole Jouan          | MoDem          | 684          | 11,22        |             |             |
|                | Olivier Cuzon         | App.LCR        | 506          | 8,30         |             |             |
|                | Marif Loussouarn      | Les Verts      | 360          | 5,91         |             |             |
|                | Claude Bellec         | PCF            | 151          | 2,48         |             |             |
|                | Reun L'Hostis         | UDB            | 83           | 1,36         |             |             |
|                |                       |                |              |              |             |             |
| Inscrits       | Inscrits              | Inscrits       | 11 747       | 100,00       | 11 747      | 100,00      |
| Abstentions    | Abstentions           | Abstentions    | 5 405        | 46,01        | 5 790       | 49,29       |
| Votants        | Votants               | Votants        | 6 342        | 53,99        | 5 957       | 50,71       |
| Blancs et nuls | Blancs et nuls        | Blancs et nuls | 247          | 3,89         | 554         | 9,30        |
| Exprimés       | Exprimés              | Exprimés       | 6 095        | 96,11        | 5 403       | 90,70       |

### Canton de Briec
| Candidats      | Candidats            | Étiquette      | Premier tour | Premier tour |
| Candidats      | Candidats            | Étiquette      | Voix         | %            |
| -------------- | -------------------- | -------------- | ------------ | ------------ |
|                | Yvonne Guillou *     | UMP            | 2 870        | 50,03        |
|                | Jean-Hubert Pétillon | PS             | 2 568        | 44,76        |
|                | Ronan Le Gall        | Adsav          | 299          | 5,21         |
|                |                      |                |              |              |
| Inscrits       | Inscrits             | Inscrits       | 7 691        | 100,00       |
| Abstentions    | Abstentions          | Abstentions    | 1 839        | 23,91        |
| Votants        | Votants              | Votants        | 5 852        | 76,09        |
| Blancs et nuls | Blancs et nuls       | Blancs et nuls | 115          | 1,97         |
| Exprimés       | Exprimés             | Exprimés       | 5 737        | 98,04        |

*sortant

### Canton de Châteaulin
| Candidats      | Candidats               | Étiquette      | Premier tour | Premier tour |
| Candidats      | Candidats               | Étiquette      | Voix         | %            |
| -------------- | ----------------------- | -------------- | ------------ | ------------ |
|                | Jacques Gouérou *       | DVD            | 6 708        | 65,32        |
|                | Sheila Laclusse-Le Nost | PS             | 3 030        | 29,50        |
|                | Daniel Baudin           | PCF            | 532          | 5,18         |
|                |                         |                |              |              |
| Inscrits       | Inscrits                | Inscrits       | 14 116       | 100,00       |
| Abstentions    | Abstentions             | Abstentions    | 3 562        | 25,23        |
| Votants        | Votants                 | Votants        | 10 554       | 74,77        |
| Blancs et nuls | Blancs et nuls          | Blancs et nuls | 284          | 2,69         |
| Exprimés       | Exprimés                | Exprimés       | 10 270       | 97,31        |

*sortant

### Canton de Châteauneuf-du-Faou
| Candidats      | Candidats       | Étiquette      | Premier tour | Premier tour |
| Candidats      | Candidats       | Étiquette      | Voix         | %            |
| -------------- | --------------- | -------------- | ------------ | ------------ |
|                | François Riou*  | PS             | 4 179        | 52,79        |
|                | Hervé Irvoas    | DVD            | 2 592        | 32,74        |
|                | Philippe Beuzit | UDB            | 814          | 10,28        |
|                | Gilles Rivière  | PCF            | 331          | 4,18         |
|                |                 |                |              |              |
| Inscrits       | Inscrits        | Inscrits       | 10 196       | 100,00       |
| Abstentions    | Abstentions     | Abstentions    | 2 073        | 20,33        |
| Votants        | Votants         | Votants        | 8 123        | 79,67        |
| Blancs et nuls | Blancs et nuls  | Blancs et nuls | 207          | 2,55         |
| Exprimés       | Exprimés        | Exprimés       | 7 916        | 97,45        |

*sortant

### Canton de Douarnenez
| Candidats      | Candidats            | Étiquette       | Premier tour | Premier tour |
| Candidats      | Candidats            | Étiquette       | Voix         | %            |
| -------------- | -------------------- | --------------- | ------------ | ------------ |
|                | Philippe Paul*       | UMP             | 6 579        | 51,03        |
|                | Gérard Arrous        | PS              | 3 508        | 27,21        |
|                | Jean Cathala         | Les Verts       | 1 460        | 11,32        |
|                | Jean-Louis Griveau   | Les Alternatifs | 727          | 5,64         |
|                | Jean-Pierre Demaimay | PCF             | 619          | 4,80         |
|                |                      |                 |              |              |
| Inscrits       | Inscrits             | Inscrits        | 19 278       | 100,00       |
| Abstentions    | Abstentions          | Abstentions     | 6 004        | 31,14        |
| Votants        | Votants              | Votants         | 13 274       | 68,86        |
| Blancs et nuls | Blancs et nuls       | Blancs et nuls  | 381          | 2,87         |
| Exprimés       | Exprimés             | Exprimés        | 12 893       | 97,13        |

*sortant

### Canton du Faou
| Candidats      | Candidats        | Étiquette       | Premier tour | Premier tour |
| Candidats      | Candidats        | Étiquette       | Voix         | %            |
| -------------- | ---------------- | --------------- | ------------ | ------------ |
|                | Roger Mellouet * | PS              | 2 239        | 57,38        |
|                | Henri Morvan     | DVD             | 1 053        | 26,99        |
|                | Denis Le Goff    | Les Alternatifs | 610          | 15,63        |
|                |                  |                 |              |              |
| Inscrits       | Inscrits         | Inscrits        | 5 375        | 100,00       |
| Abstentions    | Abstentions      | Abstentions     | 1 325        | 24,65        |
| Votants        | Votants          | Votants         | 4 050        | 75,35        |
| Blancs et nuls | Blancs et nuls   | Blancs et nuls  | 148          | 3,65         |
| Exprimés       | Exprimés         | Exprimés        | 3 902        | 96,35        |

*sortant

### Canton de Guipavas
Marcel Dantec (UMP) ne se représente pas.
| Candidats      | Candidats             | Étiquette      | Premier tour | Premier tour | Second tour | Second tour |
| Candidats      | Candidats             | Étiquette      | Voix         | %            | Voix        | %           |
| -------------- | --------------------- | -------------- | ------------ | ------------ | ----------- | ----------- |
|                | Nathalie Sarabezolles | PS             | 4 862        | 40,77        | 6 923       | 65,38       |
|                | Marion Le Pache       | DVD            | 2 938        | 24,64        | 3 666       | 34,62       |
|                | Michel Le Bourdonnec  | DVD            | 2 333        | 19,57        | Retrait     | Retrait     |
|                | Ronan Tanguy          | PCF            | 955          | 8,01         |             |             |
|                | Yann Masson           | Les Verts      | 836          | 7,01         |             |             |
|                |                       |                |              |              |             |             |
| Inscrits       | Inscrits              | Inscrits       | 18 146       | 100,00       | 18 146      | 100,00      |
| Abstentions    | Abstentions           | Abstentions    | 5 907        | 32,55        | 7 064       | 38,93       |
| Votants        | Votants               | Votants        | 12 239       | 67,45        | 11 082      | 61,07       |
| Blancs et nuls | Blancs et nuls        | Blancs et nuls | 315          | 2,57         | 493         | 4,45        |
| Exprimés       | Exprimés              | Exprimés       | 11 924       | 97,43        | 10 589      | 95,55       |

### Canton d'Huelgoat
| Candidats      | Candidats           | Étiquette      | Premier tour | Premier tour | Second tour | Second tour |
| Candidats      | Candidats           | Étiquette      | Voix         | %            | Voix        | %           |
| -------------- | ------------------- | -------------- | ------------ | ------------ | ----------- | ----------- |
|                | Daniel Créoff *     | PS (ex PC)     | 1 273        | 37,53        | 1 667       | 55,14       |
|                | Jean-Jacques Penven | PCF            | 792          | 23,35        | Retrait     | Retrait     |
|                | Marcel Le Guern     | Cent.G         | 709          | 20,90        | 1 356       | 44,86       |
|                | Georgette Tanguy    | DVD            | 618          | 18,22        | Retrait     | Retrait     |
|                |                     |                |              |              |             |             |
| Inscrits       | Inscrits            | Inscrits       | 4 321        | 100,00       | 4 321       | 100,00      |
| Abstentions    | Abstentions         | Abstentions    | 818          | 18,93        | 1 099       | 25,45       |
| Votants        | Votants             | Votants        | 3 503        | 81,07        | 3 219       | 74,50       |
| Blancs et nuls | Blancs et nuls      | Blancs et nuls | 111          | 3,17         | 196         | 6,09        |
| Exprimés       | Exprimés            | Exprimés       | 3 392        | 96,83        | 3 023       | 93,91       |

*sortant

### Canton de Landerneau
| Candidats      | Candidats                 | Étiquette       | Premier tour | Premier tour | Second tour | Second tour |
| Candidats      | Candidats                 | Étiquette       | Voix         | %            | Voix        | %           |
| -------------- | ------------------------- | --------------- | ------------ | ------------ | ----------- | ----------- |
|                | Marie-Françoise Le Guen * | UMP             | 5 877        | 44,66        | 6 448       | 52,29       |
|                | Henri Morvan              | PS              | 4 562        | 34,67        | 5 883       | 47,71       |
|                | Marie-Françoise Cloarec   | Les Verts       | 1 594        | 12,11        |             |             |
|                | Sandrine Le Meur          | Les Alternatifs | 613          | 4,66         |             |             |
|                | Jean Chevallier           | PCF             | 513          | 3,90         |             |             |
|                |                           |                 |              |              |             |             |
| Inscrits       | Inscrits                  | Inscrits        | 19 634       | 100,00       | 19 634      | 100,00      |
| Abstentions    | Abstentions               | Abstentions     | 6 155        | 31,35        | 6 952       | 35,41       |
| Votants        | Votants                   | Votants         | 13 479       | 68,65        | 12 682      | 64,59       |
| Blancs et nuls | Blancs et nuls            | Blancs et nuls  | 320          | 2,37         | 351         | 2,77        |
| Exprimés       | Exprimés                  | Exprimés        | 13 159       | 97,63        | 12 331      | 97,23       |

*sortant

### Canton de Landivisiau
Clotilde Dubrœucq (PS) ne se représente pas.
| Candidats      | Candidats               | Étiquette      | Premier tour | Premier tour | Second tour | Second tour |
| Candidats      | Candidats               | Étiquette      | Voix         | %            | Voix        | %           |
| -------------- | ----------------------- | -------------- | ------------ | ------------ | ----------- | ----------- |
|                | Georges Tigréat         | UMP            | 4 011        | 45,16        | 3 546       | 48,18       |
|                | Marguerite Bléas        | PS (*)         | 3 101        | 34,92        | 2 800       | 38,04       |
|                | Michelle Davesne-Morvan | MoDem          | 1 420        | 15,99        | 1 014       | 13,78       |
|                | Véronique Rémond        | FN             | 349          | 3,93         |             |             |
|                |                         |                |              |              |             |             |
| Inscrits       | Inscrits                | Inscrits       | 12 713       | 100,00       | 12 713      | 100,00      |
| Abstentions    | Abstentions             | Abstentions    | 3 636        | 28,60        | 5 235       | 41,19       |
| Votants        | Votants                 | Votants        | 9 077        | 71,40        | 7 474       | 58,79       |
| Blancs et nuls | Blancs et nuls          | Blancs et nuls | 196          | 2,16         | 114         | 1,53        |
| Exprimés       | Exprimés                | Exprimés       | 8 881        | 97,84        | 7 360       | 98,48       |

### Canton de Lesneven
| Candidats      | Candidats           | Étiquette      | Premier tour | Premier tour | Second tour | Second tour |
| Candidats      | Candidats           | Étiquette      | Voix         | %            | Voix        | %           |
| -------------- | ------------------- | -------------- | ------------ | ------------ | ----------- | ----------- |
|                | Jérôme Ronvel *     | UMP            | 5 935        | 47,86        | 5 440       | 51,30       |
|                | Marie-Hélène Jestin | PS             | 3 344        | 26,97        | 2 833       | 26,71       |
|                | Jean Jestin         | MoDem          | 3 122        | 25,18        | 2 332       | 21,99       |
|                |                     |                |              |              |             |             |
| Inscrits       | Inscrits            | Inscrits       | 17 637       | 100,00       | 17 637      | 100,00      |
| Abstentions    | Abstentions         | Abstentions    | 4 814        | 27,29        | 6 941       | 38,91       |
| Votants        | Votants             | Votants        | 12 823       | 72,71        | 10 899      | 61,80       |
| Blancs et nuls | Blancs et nuls      | Blancs et nuls | 422          | 3,29         | 294         | 2,70        |
| Exprimés       | Exprimés            | Exprimés       | 12 401       | 96,71        | 10 605      | 97,30       |

*sortant

### Canton de Morlaix
| Candidats      | Candidats           | Étiquette      | Premier tour | Premier tour | Second tour | Second tour |
| Candidats      | Candidats           | Étiquette      | Voix         | %            | Voix        | %           |
| -------------- | ------------------- | -------------- | ------------ | ------------ | ----------- | ----------- |
|                | Agnès Le Brun       | UMP            | 3 960        | 33,95        | 5 284       | 45,07       |
|                | Michel Le Goff *    | PS             | 3 639        | 31,20        | 3 967       | 33,84       |
|                | Michel Marzin       | Les Verts      | 2 223        | 19,06        | 2 473       | 21,09       |
|                | Marie-Paule Kérébel | PCF            | 969          | 8,31         |             |             |
|                | Emmanuel Métivier   | MoDem          | 874          | 7,49         |             |             |
|                |                     |                |              |              |             |             |
| Inscrits       | Inscrits            | Inscrits       | 18 901       | 100,00       | 18 901      | 100,00      |
| Abstentions    | Abstentions         | Abstentions    | 6 910        | 36,56        | 6 839       | 36,36       |
| Votants        | Votants             | Votants        | 11 991       | 63,44        | 11 971      | 63,34       |
| Blancs et nuls | Blancs et nuls      | Blancs et nuls | 326          | 2,72         | 247         | 2,06        |
| Exprimés       | Exprimés            | Exprimés       | 11 665       | 97,28        | 11 724      | 97,94       |

*sortant

### Canton de Ouessant
| Candidats      | Candidats         | Étiquette      | Premier tour | Premier tour |
| Candidats      | Candidats         | Étiquette      | Voix         | %            |
| -------------- | ----------------- | -------------- | ------------ | ------------ |
|                | Jean-Yves Cozan * | DVD            | 421          | 50,97        |
|                | Denis Palluel     | PS             | 349          | 42,25        |
|                | Romain Morin      | Les Verts      | 56           | 6,78         |
|                |                   |                |              |              |
| Inscrits       | Inscrits          | Inscrits       | 971          | 100,00       |
| Abstentions    | Abstentions       | Abstentions    | 130          | 13,39        |
| Votants        | Votants           | Votants        | 841          | 86,61        |
| Blancs et nuls | Blancs et nuls    | Blancs et nuls | 15           | 1,78         |
| Exprimés       | Exprimés          | Exprimés       | 826          | 98,22        |

*sortant

### Canton de Plogastel-Saint-Germain
| Candidats      | Candidats         | Étiquette      | Premier tour | Premier tour |
| Candidats      | Candidats         | Étiquette      | Voix         | %            |
| -------------- | ----------------- | -------------- | ------------ | ------------ |
|                | Michel Canevet *  | MoDem          | 6 075        | 55,89        |
|                | Pierre Plouzennec | PS             | 4 141        | 38,10        |
|                | Albert Coïc       | PCF            | 654          | 6,02         |
|                |                   |                |              |              |
| Inscrits       | Inscrits          | Inscrits       | 15 087       | 100,00       |
| Abstentions    | Abstentions       | Abstentions    | 3 942        | 26,13        |
| Votants        | Votants           | Votants        | 11 145       | 73,87        |
| Blancs et nuls | Blancs et nuls    | Blancs et nuls | 275          | 2,47         |
| Exprimés       | Exprimés          | Exprimés       | 10 870       | 97,53        |

*sortant

### Canton de Ploudiry
| Candidats      | Candidats       | Étiquette      | Premier tour | Premier tour |
| Candidats      | Candidats       | Étiquette      | Voix         | %            |
| -------------- | --------------- | -------------- | ------------ | ------------ |
|                | François Marc * | PS             | 2 152        | 87,44        |
|                | Alain Rousseau  | MPF            | 309          | 12,56        |
|                |                 |                |              |              |
| Inscrits       | Inscrits        | Inscrits       | 3 488        | 100,00       |
| Abstentions    | Abstentions     | Abstentions    | 923          | 26,46        |
| Votants        | Votants         | Votants        | 2 565        | 73,54        |
| Blancs et nuls | Blancs et nuls  | Blancs et nuls | 104          | 4,05         |
| Exprimés       | Exprimés        | Exprimés       | 2 461        | 95,95        |

*sortant

### Canton de Plouigneau
Joseph Urien (UMP) ne se représente pas.
| Candidats      | Candidats       | Étiquette      | Premier tour | Premier tour | Second tour | Second tour |
| Candidats      | Candidats       | Étiquette      | Voix         | %            | Voix        | %           |
| -------------- | --------------- | -------------- | ------------ | ------------ | ----------- | ----------- |
|                | Jean-Paul Minec | App.UMP (*)    | 2 942        | 46,41        | 2 886       | 49,17       |
|                | Joëlle Huon     | PS             | 1 997        | 31,50        | 2 983       | 50,83       |
|                | Martine Carn    | PCF            | 1 400        | 22,09        | Retrait     | Retrait     |
|                |                 |                |              |              |             |             |
| Inscrits       | Inscrits        | Inscrits       | 8 480        | 100,00       | 8 480       | 100,00      |
| Abstentions    | Abstentions     | Abstentions    | 2 008        | 23,68        | 2 471       | 29,14       |
| Votants        | Votants         | Votants        | 6 472        | 76,32        | 6 010       | 70,86       |
| Blancs et nuls | Blancs et nuls  | Blancs et nuls | 133          | 2,06         | 141         | 2,35        |
| Exprimés       | Exprimés        | Exprimés       | 6 339        | 97,95        | 5 869       | 97,62       |

### Canton de Pont-Aven
| Candidats      | Candidats          | Étiquette      | Premier tour | Premier tour | Second tour | Second tour |
| Candidats      | Candidats          | Étiquette      | Voix         | %            | Voix        | %           |
| -------------- | ------------------ | -------------- | ------------ | ------------ | ----------- | ----------- |
|                | Claude Jaffré      | PS             | 4 143        | 43,12        | 4 868       | 52,10       |
|                | Gérard Martin *    | DVD            | 3 950        | 41,11        | 4 476       | 47,90       |
|                | Jeannine Corribras | MoDem          | 1 515        | 15,77        | Retrait     | Retrait     |
|                |                    |                |              |              |             |             |
| Inscrits       | Inscrits           | Inscrits       | 14 290       | 100,00       | 14 280      | 100,00      |
| Abstentions    | Abstentions        | Abstentions    | 4 093        | 28,66        | 4 659       | 32,64       |
| Votants        | Votants            | Votants        | 10 187       | 71,29        | 9 614       | 67,33       |
| Blancs et nuls | Blancs et nuls     | Blancs et nuls | 579          | 5,68         | 270         | 2,81        |
| Exprimés       | Exprimés           | Exprimés       | 9 608        | 94,32        | 9 344       | 97,19       |

*sortant

### Canton de Quimper-1
Jean-Louis Gagnepain (UMP) ne se représente pas.
| Candidats      | Candidats           | Étiquette      | Premier tour | Premier tour | Second tour | Second tour |
| Candidats      | Candidats           | Étiquette      | Voix         | %            | Voix        | %           |
| -------------- | ------------------- | -------------- | ------------ | ------------ | ----------- | ----------- |
|                | Jean-Yves Bozec     | CNIP-UMP (*)   | 3 760        | 32,92        | 5 239       | 46,07       |
|                | Georges Kergonna    | PS             | 3 478        | 30,45        | 6 132       | 53,93       |
|                | Jean-Piere Bigorgne | Les Verts      | 1 873        | 16,40        | Retrait     | Retrait     |
|                | David Biger         | MoDem          | 938          | 8,21         |             |             |
|                | Xavier Perchec      | PCF            | 532          | 4,66         |             |             |
|                | Bruno Lagadec       | PRG            | 531          | 4,65         |             |             |
|                | Yannick Laporte     | Emgann         | 310          | 2,71         |             |             |
|                |                     |                |              |              |             |             |
| Inscrits       | Inscrits            | Inscrits       | 18 033       | 100,00       | 18 033      | 100,00      |
| Abstentions    | Abstentions         | Abstentions    | 6 312        | 35,00        | 6 217       | 34,49       |
| Votants        | Votants             | Votants        | 11 721       | 65,00        | 11 811      | 65,50       |
| Blancs et nuls | Blancs et nuls      | Blancs et nuls | 299          | 2,55         | 440         | 3,73        |
| Exprimés       | Exprimés            | Exprimés       | 11 422       | 97,45        | 11 371      | 96,28       |

### Canton de Quimper-2
| Candidats      | Candidats           | Étiquette       | Premier tour | Premier tour | Second tour | Second tour |
| Candidats      | Candidats           | Étiquette       | Voix         | %            | Voix        | %           |
| -------------- | ------------------- | --------------- | ------------ | ------------ | ----------- | ----------- |
|                | Maryvonne Blondin * | PS              | 4 488        | 35,54        | 7 133       | 54,38       |
|                | Allain Le Roux      | UMP             | 4 164        | 32,04        | 5 985       | 45,62       |
|                | Jean-Paul Le Pochon | Les Verts       | 1 499        | 11,54        |             |             |
|                | Alain Le Grand      | MoDem           | 1 350        | 10,39        |             |             |
|                | Alain Uguen         | Diss.Les Verts  | 886          | 6,82         |             |             |
|                | Édouard Ryckeboer   | Les Alternatifs | 608          | 4,68         |             |             |
|                |                     |                 |              |              |             |             |
| Inscrits       | Inscrits            | Inscrits        | 19 904       | 100,00       | 19 904      | 100,00      |
| Abstentions    | Abstentions         | Abstentions     | 6 542        | 32,87        | 6 189       | 31,10       |
| Votants        | Votants             | Votants         | 13 362       | 67,13        | 13 712      | 68,89       |
| Blancs et nuls | Blancs et nuls      | Blancs et nuls  | 367          | 2,75         | 594         | 4,33        |
| Exprimés       | Exprimés            | Exprimés        | 12 995       | 97,25        | 13 118      | 95,67       |

*sortant

### Canton de Quimper-3
| Candidats      | Candidats                | Étiquette      | Premier tour | Premier tour | Second tour | Second tour |
| Candidats      | Candidats                | Étiquette      | Voix         | %            | Voix        | %           |
| -------------- | ------------------------ | -------------- | ------------ | ------------ | ----------- | ----------- |
|                | Armelle Huruguen *       | PS             | 3 800        | 36,66        | 5 924       | 59,55       |
|                | Marie-Christine Coustans | UMP            | 2 476        | 23,89        | 4 024       | 40,45       |
|                | Odile Vigouroux          | Les Verts      | 1 380        | 13,31        |             |             |
|                | Pierre Donnars           | MoDem          | 1 280        | 12,35        |             |             |
|                | Georges Cadiou           | UDB            | 527          | 5,08         |             |             |
|                | Yvonne Rainero           | PCF            | 495          | 4,78         |             |             |
|                | Marie-Anne Haas          | FN             | 408          | 3,94         |             |             |
|                |                          |                |              |              |             |             |
| Inscrits       | Inscrits                 | Inscrits       | 16 177       | 100,00       | 16 177      | 100,00      |
| Abstentions    | Abstentions              | Abstentions    | 5 550        | 34,31        | 5 892       | 36,44       |
| Votants        | Votants                  | Votants        | 10 627       | 65,69        | 10 277      | 63,53       |
| Blancs et nuls | Blancs et nuls           | Blancs et nuls | 261          | 2,46         | 329         | 3,20        |
| Exprimés       | Exprimés                 | Exprimés       | 10 366       | 97,54        | 9 948       | 96,80       |

*sortant

### Canton de Quimperlé
Louis Le Pensec (PS) élu depuis 1976 ne se représente pas.
| Candidats      | Candidats       | Étiquette      | Premier tour | Premier tour |
| Candidats      | Candidats       | Étiquette      | Voix         | %            |
| -------------- | --------------- | -------------- | ------------ | ------------ |
|                | Mickaël Quernez | PS (*)         | 6 609        | 63,97        |
|                | Francis Jégou   | UMP            | 3 723        | 36,03        |
|                |                 |                |              |              |
| Inscrits       | Inscrits        | Inscrits       | 16 898       | 100,00       |
| Abstentions    | Abstentions     | Abstentions    | 6 011        | 35,57        |
| Votants        | Votants         | Votants        | 10 887       | 64,43        |
| Blancs et nuls | Blancs et nuls  | Blancs et nuls | 555          | 5,10         |
| Exprimés       | Exprimés        | Exprimés       | 10 332       | 95,90        |

### Canton de Saint-Renan
| Candidats      | Candidats          | Étiquette      | Premier tour | Premier tour | Second tour | Second tour |
| Candidats      | Candidats          | Étiquette      | Voix         | %            | Voix        | %           |
| -------------- | ------------------ | -------------- | ------------ | ------------ | ----------- | ----------- |
|                | Bernard Foricher * | DVD            | 8 153        | 47,93        | 7 234       | 47,97       |
|                | Didier Le Gac      | PS             | 6 916        | 40,66        | 7 845       | 52,03       |
|                | Peggy Le Bihan     | UDB            | 1 541        | 9,06         |             |             |
|                | Murielle Dubreule  | PCF            | 400          | 2,35         |             |             |
|                |                    |                |              |              |             |             |
| Inscrits       | Inscrits           | Inscrits       | 24 774       | 100,00       | 24 774      | 100,00      |
| Abstentions    | Abstentions        | Abstentions    | 7 462        | 30,12        | 9 493       | 38,32       |
| Votants        | Votants            | Votants        | 17 312       | 69,88        | 15 281      | 61,68       |
| Blancs et nuls | Blancs et nuls     | Blancs et nuls | 302          | 1,74         | 202         | 1,32        |
| Exprimés       | Exprimés           | Exprimés       | 17 010       | 98,26        | 15 079      | 98,68       |

*sortant

### Canton de Scaër
| Candidats      | Candidats              | Étiquette      | Premier tour | Premier tour |
| Candidats      | Candidats              | Étiquette      | Voix         | %            |
| -------------- | ---------------------- | -------------- | ------------ | ------------ |
|                | Joël Derrien           | PS             | 2 553        | 52,94        |
|                | Jeanne-Yvonne Triché * | UMP            | 2 269        | 47,06        |
|                |                        |                |              |              |
| Inscrits       | Inscrits               | Inscrits       | 6 394        | 100,00       |
| Abstentions    | Abstentions            | Abstentions    | 1 414        | 22,11        |
| Votants        | Votants                | Votants        | 4 980        | 77,89        |
| Blancs et nuls | Blancs et nuls         | Blancs et nuls | 158          | 3,17         |
| Exprimés       | Exprimés               | Exprimés       | 4 822        | 96,83        |

*sortant

### Canton de Sizun
Jean-Pierre Breton (UMP) ne se représente pas.
| Candidats      | Candidats         | Étiquette      | Premier tour | Premier tour |
| Candidats      | Candidats         | Étiquette      | Voix         | %            |
| -------------- | ----------------- | -------------- | ------------ | ------------ |
|                | Francis Estrabaud | PS             | 1 278        | 51,00        |
|                | Didier Saubigou   | App.UMP (*)    | 1 228        | 49,00        |
|                |                   |                |              |              |
| Inscrits       | Inscrits          | Inscrits       | 3 358        | 100,00       |
| Abstentions    | Abstentions       | Abstentions    | 748          | 22,28        |
| Votants        | Votants           | Votants        | 2 610        | 77,73        |
| Blancs et nuls | Blancs et nuls    | Blancs et nuls | 104          | 3,98         |
| Exprimés       | Exprimés          | Exprimés       | 2 506        | 95,94        |

### Canton de Taulé
| Candidats      | Candidats         | Étiquette      | Premier tour | Premier tour |
| Candidats      | Candidats         | Étiquette      | Voix         | %            |
| -------------- | ----------------- | -------------- | ------------ | ------------ |
|                | Raymond Mercier * | UMP            | 3 246        | 52,78        |
|                | André Péron       | PS             | 2 904        | 47,22        |
|                |                   |                |              |              |
| Inscrits       | Inscrits          | Inscrits       | 8 504        | 100,00       |
| Abstentions    | Abstentions       | Abstentions    | 2 193        | 25,79        |
| Votants        | Votants           | Votants        | 6 311        | 74,21        |
| Blancs et nuls | Blancs et nuls    | Blancs et nuls | 161          | 2,55         |
| Exprimés       | Exprimés          | Exprimés       | 6 150        | 97,45        |

*sortant